# تشلنزا فالفورتوري
تشلنزا فالفورتوري (بالإيطالية: Celenza Valfortore)‏ هي بلدية في مقاطعة فودجا في إقليم بوليا الإيطالي.

## السكان
في سنة 1861 بلغ عدد السكان 3٬330 نسمة، وتطور العدد ليصل في سنة 2011 لـ 1٬724 نسمة.
يظهر هذا المخطط البياني تطور النمو السكاني لـ تشلنزا فالفورتوري

## توأمة
لتشلنزا فالفورتوري اتفاقيات توأمة مع:
- فيورانو مودينيزي